# Evil Dead Trap
Evil Dead Trap (jap. 死霊の罠, Shiryō no wana) ist ein Horrorfilm von Toshiharu Ikeda aus dem Jahr 1988.

## Inhalt
Die Fernsehmoderatorin Nami bittet ihre Zuschauer, VHS-Kassetten einzusenden. Sie erhält einen Snuff-Film, der offenbar in einer nahe gelegenen Fabrik gedreht wurde. Nami und ein Kamerateam wollen Nachforschungen anstellen. Sie finden eine leere Fabrik vor. Als Nami und ihr Team beginnen die Fabrik zu durchkämmen. Plötzlich werden sie einer nach dem anderen auf grausame Weise ermordet, bis nur noch Nami übrig ist. Sie entdeckt schließlich, dass der Mörder Hideki heißt.

## Produktion
Die Spezialeffekte wurden von Shinichi Wakasa gemacht, der später für die Monsterkostüme für mehrere Godzilla-Filme zuständig war. Ursprünglich war Hitomi Kobayashi für die Hauptrolle geplant, aber wurde stattdessen von Miyuki Ono ersetzt.

## Veröffentlichung
Der Film erschien am 14. Mai 1988 in die japanischen Kinos. Danach kam der Film am 25. September 1988 auf VHS heraus. Am 7. November 2000 erschien der Film in den Vereinigten Staaten. In Deutschland wurde der Film 2021 von der FSK neu geprüft und bekam eine „keine Jugendfreigabe“. 25. März 2022 erschien der Film auf DVD und Blu-ray.

## Rezeption
Evil Dead Trap erhielt positive Kritiken. Es wurden das Genre und die Spezialeffekte gelobt, wobei das Ende des Films kritisiert wurde. Auf Rotten Tomatoes bekam der Film von den Kritikern einen Score von 100 % und von den Zuschauern eine Prozentzahl von 49 %.